# Chaniat
Chaniat är en kommun i departementet Haute-Loire i regionen Auvergne-Rhône-Alpes i centrala Frankrike. Kommunen ligger i kantonen Brioude-Sud som tillhör arrondissementet Brioude. År 2022 hade Chaniat 164 invånare.

## Befolkningsutveckling
Antalet invånare i kommunen Chaniat
| Referens: INSEE |